# Ridin’
Ridin’ ist ein Lied des US-amerikanischen Rappers Chamillionaire, das er zusammen mit dem Rapper Krayzie Bone von Bone Thugs-N-Harmony aufnahm. Es ist die zweite Single aus seinem Debütalbum The Sound of Revenge und wurde am 12. Januar 2006 veröffentlicht. Produziert wurde der Song von Play-N-Skillz. Es ist aufgrund des Refrains auch als Ridin’ Dirty bekannt. Die Lyrics drehen sich um Racial Profiling, Polizeigewalt und Stereotype gegenüber Afroamerikanern, wie Drogenhandel und andere Kriminalität.

## Musikvideo
Das Musikvideo zeigt Polizisten, die versuchen, Chamillionaire mehrere Verbrechen, wie Fahren unter Einfluss psychoaktiver Substanzen und Prostitution, anzuhängen. Die Polizeiaktionen werden außerdem durch Wrestling-Szenen untermalt, um zu zeigen, wie die Polizei Verdächtige angeblich behandelt. Das restliche Video dreht sich um die Flucht Chamillionaires vor der Polizei. Es wurde in Dallas, Texas aufgenommen und hat Cameo-Auftritte von Tom Lister Jr., Wish Bone, Layzie Bone, Play-N-Skillz, Chingo Bling, OG Ron C, Big Tuck und Chamillionaires jüngerem Bruder Rasaq.

## Titelliste der Single
UK 12"
1. Ridin’ (Album Version)
2. Ridin’ (UK Remix) (featuring Sway)
3. Ridin’ (Instrumental)

UK CD
1. Ridin’ (Radio Edit) – 3:45
2. Ridin’ (Album Version) – 5:03

UK CD - Enhanced
1. Ridin’ (Album Version)
2. Think I’m Crazy
3. Ridin’ (UK Remix) (featuring Sway)
4. Ridin’ (Instrumental)
5. Ridin’ (Video)

US CD - Maxi-Single (Promo)
1. Ridin’ (Radio Edit) (featuring Krayzie Bone) – 4:07
2. Ridin’ (Main) (featuring Krayzie Bone) – 5:06
3. Ridin’ (Instrumental) – 4:58

## Rezeption
Bei den Grammy Awards 2007 gewann der Song den Grammy Award for Best Rap Performance by a Duo or Group und wurde als Best Rap Song nominiert. Ebenfalls wurde der Song als Best Rap Video der MTV Video Music Awards 2006 nominiert. Beim Magazin Rolling Stone schaffte es das Lied auf Platz 3 der Top 100 Songs von 2006 und Platz 6 bei den Musikvideos. Mit 3,2 Millionen verkauften Klingeltönen war es der meistverkaufte Klingelton im Jahr 2006. In der Netzkultur wird der Song häufig verwendet, um einen Gangster-Lebensstil darzustellen.
Ridin’ wurde in den Vereinigten Staaten für mehr als vier Millionen verkaufte Klingeltöne mit vierfach-Platin ausgezeichnet. Im Vereinigten Königreich erhielt der Song für über 400.000 Verkäufe eine Goldene Schallplatte und in Deutschland für mehr als 300.000 verkaufte Einheiten Platin.

## Chartplatzierungen
| ChartsChartplatzierungen       | Höchstplatzierung | Wochen |
| ------------------------------ | ----------------- | ------ |
| Deutschland (GfK)              | 8 (19 Wo.)        | 19     |
| Österreich (Ö3)                | 13 (15 Wo.)       | 15     |
| Schweiz (IFPI)                 | 19 (12 Wo.)       | 12     |
| Vereinigtes Königreich (OCC)   | 2 (21 Wo.)        | 21     |
| Vereinigte Staaten (Billboard) | 1 (31 Wo.)        | 31     |

| ChartsJahrescharts (2006)      | Platzierung |
| ------------------------------ | ----------- |
| Deutschland (GfK)              | 67          |
| Vereinigtes Königreich (OCC)   | 41          |
| Vereinigte Staaten (Billboard) | 8           |

## Remixe und Parodien
Zu dem Song wurden mehrere Remixe und Parodien veröffentlicht. Diese sind:
- Houston Remix (official) – UGK & Pimp C
- NYC Remix (official) – Papoose und Jae Millz
- West Coast Remix (official) – The Game und DJ Quik
- "Ridin’ Overseas" (official) – Akon
- "Ridin’" Remix (unofficial) – Trae und Krayzie Bone
- "Ridin’" UK Remix (official) – Sway
- "Ridin’" NZ Remix (official) – Tyree
- "Ridin’" DJay.Jonny.Young Remix (official) – Papoose
- "White & Nerdy" (official) Parody – "Weird Al" Yankovic (from Straight Outta Lynwood)
- "Immigration'" (official) Parody – Chingo Bling (von Chingo de Mayo)